# 42 giorni nell'oscurità
42 giorni nell'oscurità (42 días en la oscuridad) è una miniserie televisiva cilena in sei puntate, prodotta da Fábula  e distribuita in streaming dall'11 maggio 2022 sulla piattaforma Netflix.
La miniserie, ispirata dal romanzo Usted sabe quién: Notas sobre el homicidio de Viviana Haeger di Rodrigo Fluxá e basata su fatti realmente accaduti, è diretta da Claudia Huaiquimilla e Gaspar Antillo e ha per protagonisti Pablo Macaya, Claudia Di Girolamo e Daniel Alcaíno, Julia Lübbert e Monserrat Lira; altri interpreti principali sono Amparo Noguera, Néstor Cantillana, Claudio Arredondo e Aline Küppenheim.
Si tratta della prima fiction interamente cilena prodotta per Netflix.

## Trama
Puerto Varas (Cile): la mattina del 29 giugno 2010, Verónica Montes, sposata con Maria Medina, e madre di due bambine, Karen detta "Kari" ed Emilia detta "Emi", sparisce misteriosamente dall'esclusivo complesso residenziale di Altos del Lago.
La sorella di Verónica, Cecilia, che nutre sin da subito dei sospetti sul cognato, incarica di svolgere le indagini per ritrovare la sorella Víctor Pizarro, un avvocato dai metodi poco convenzionali che si avvale della collaborazione di due ex-poliziotti, Nora Figueroa e Braulio Sánchez.
Dopo il ritrovamento del corpo di Verónica, a 42 giorni dalla scomparsa, Pizarro cerca di trovare le prove per dimostrare la sua teoria sulla colpevolezza di Mario Medina.

## Puntate
| nº | Titolo originale                  | Titolo italiano                    | Prima TV       |
| -- | --------------------------------- | ---------------------------------- | -------------- |
| 1  | Episodio 1                        | Queste cose non succedono qui      | 11 maggio 2022 |
| 2  | ¿Qué dirían de ti si desapareces? | Se sparissi, cosa direbbero di te? | 11 maggio 2022 |
| 3  | La casa del frente                | La casa di fronte                  | 11 maggio 2022 |
| 4  | Día 42                            | 42 giorni                          | 11 maggio 2022 |
| 5  | No creo que lo dicen              | Non credo a quello che dicono      | 11 maggio 2022 |
| 6  | Cada vez más a oscuras            | Ancora all'oscuro                  | 11 maggio 2022 |

## Personaggi e interpreti
- Víctor Pizarro, interpretato da Pablo Macaya. È l'avvocato che si occupa delle indagini sulla scomparsa e poi sull'omicidio di Verónica Montes.
- Cecilia Montes, interpretata da Claudia Di Girolamo. È la sorella di Verónica.
- Mario Medina, interpretato da Daniel Alcaíno. È il marito di Verónica.
- Karen "Kari" Medina, interpretata da Julia Lübbert. È la figlia adolescente di Mario di Verónica.
- Emilia "Emi " Medina, interpretata Monserrat Lira. È la figlia più piccola di Mario di Verónica.
- Verónica Montes, interpretata da Aline Küppenheim. Compare in alcuni flashback.
- Nora Figueroa, interpretata da Amparo Noguera. Ex-poliziotta che collabora con Víctor Pizarro
- Braulio Sánchez, interpretato da Néstor Cantillana. Ex-poliziotto che collabora con Víctor Pizarro
- Manuel Toledo, interpretato da Claudio Arredondo. È il commissario di polizia incaricato delle indagini sulla scomparsa e poi sull'omicidio di Verónica.
- Arturo, interpretato da Daniel Muñoz. È il marito di Cecilia.
- Berta Del Río, interpretata da Gloria Münchmeyer. È la madre di Verónica e Cecilia.
- Joaquín Pizarro, interpretato da Iván Cáceres. È il figlio adolescente di Víctor.

## Produzione
La fiction è basata sulla vicenda di Viviana Haeger Massé, una donna scomparsa nel sud del Cile il 29 giugno 2010 e ritrovata priva di vita 42 giorni dopo. Come responsabile della morte, fino al 2015 considerata un suicidio, venne condannato a 10 anni di carcere quale esecutore materiale José Pérez Mancilla, mentre il 28 settembre 2017 venne assolto dall'accusa di essere il mandante il marito della donna, Jaime Anguita.
La realizzazione della fiction venne annunciata nella primavera del 2021. La scelta di Netflix di portare sullo schermo la vicenda venne fortemente criticata dalle figlio della Haeger e di Anguilla.
Principali luoghi delle riprese furono Villarrica e Puerto Montt. Alcune scene vennero poi girate a Pucón.

## Distribuzione
- 42 dias en la oscuridad (titolo originale in spagnolo)
- 42 Days of Darkness (titolo internazionale in inglese)
- 42 jours d'obscurité  (titolo in francese)[3]
- 42 Tage ohne Spur (titolo in tedesco)[2]
- 42 giorni nell'oscurità (titolo in italiano; non doppiato)

## Accoglienza
Nella prima settimana di programmazione la miniserie contava oltre 9 milioni di ore di visualizzazione su Netflix e raggiunse il settimo posto tra le serie non di lingua inglese nella settimana tra il 9 e il 15 maggio 2022.
L'unico Paese in cui la fiction ha raggiunto il primo posto è stato il Cile. La miniserie ottenne inoltre un buon riscontro in Argentina e Uruguay e, fuori dal continenente americano, in Polonia.

## Premi e nomination
- PRODU Awards 2022:
  - Premio come migliori registi di una serie a Gaspar Antillo e Claudia Huaiquimilla
  - Candidatura come miglior attrice protagonista in una serie drammatica ai PRODU Awards a Claudia di Girolamo
  - Candidatura come miglior attore protagonista in una serie drammatica a Daniel Alcaíno
- Platino Awards 2023
  - Candidatura come miglior attrice in una fiction a Claudia di Girolamo
- Audience Awards 2023
  - Candidatura come miglior attrice in una fiction a Claudia di Girolamo